# Irina Maljko
Irina Maljko (7. lipnja 1966.) je hrvatska rukometašica.
S hrvatskom seniorskom reprezentacijom osvojila je srebro na Mediteranskim igrama 1997. godine.